# マラカラゴーニス
マラカラゴーニス（イタリア語: Maracalagonis）は、イタリア共和国サルデーニャ自治州カリャリ県にある、人口約8,000人の基礎自治体（コムーネ）。

## 地理

### 位置・広がり

#### 隣接コムーネ
隣接するコムーネは以下の通り。括弧内のSUは南サルデーニャ県所属を示す。
- カスティアーダス (SU)
- クアルトゥ・サンテーレナ
- クアルトゥッチュ
- シンナイ
- ヴィッラシミーウス (SU)